# David Clarke
David Clarke (ur. 3 listopada 1937 w hrabstwie Kent, zm. 27 czerwca 1976 w Cambridge.) – angielski archeolog, czołowy przedstawiciel archeologii procesualnej. Studiował w Cambridge, gdzie później został wykładowcą w 1966 roku, w roku 1968 wydał Analythical Archeology, przetransformował europejską archeologie w roku 1970, Uzasadnił swą tezę o dużej roli pojęcia między innymi teorii systemu i kwantyfikacji i naukowego myślenia w archeologii, był redaktorem wydanej w 1972 roku pracy zbiorowej pt. Models in Archeology. Zmarł w 1976 roku z powodu zakrzepu krwi.